# Шоу, Роберт Гулд

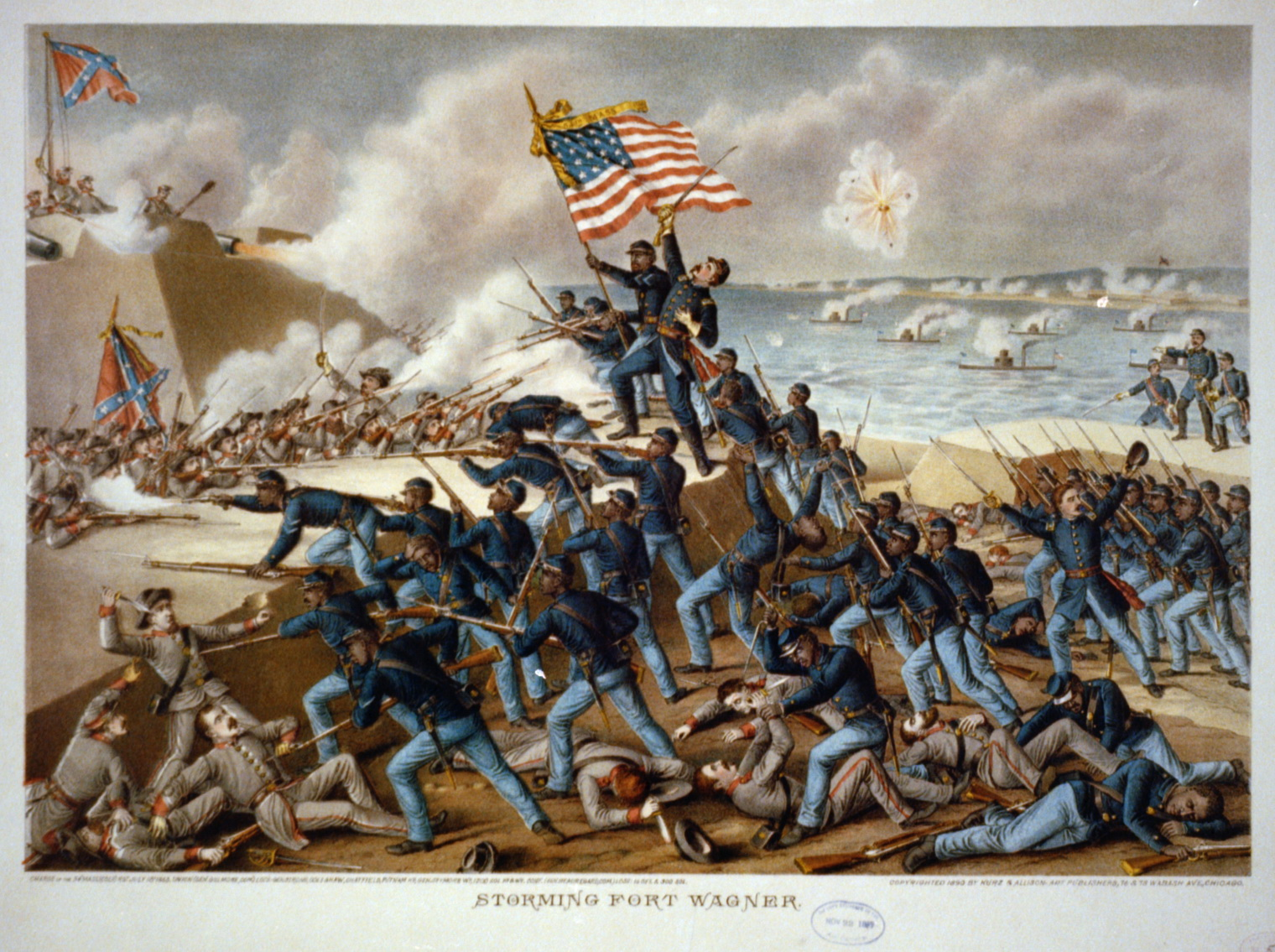
Штурм форта Вагнер

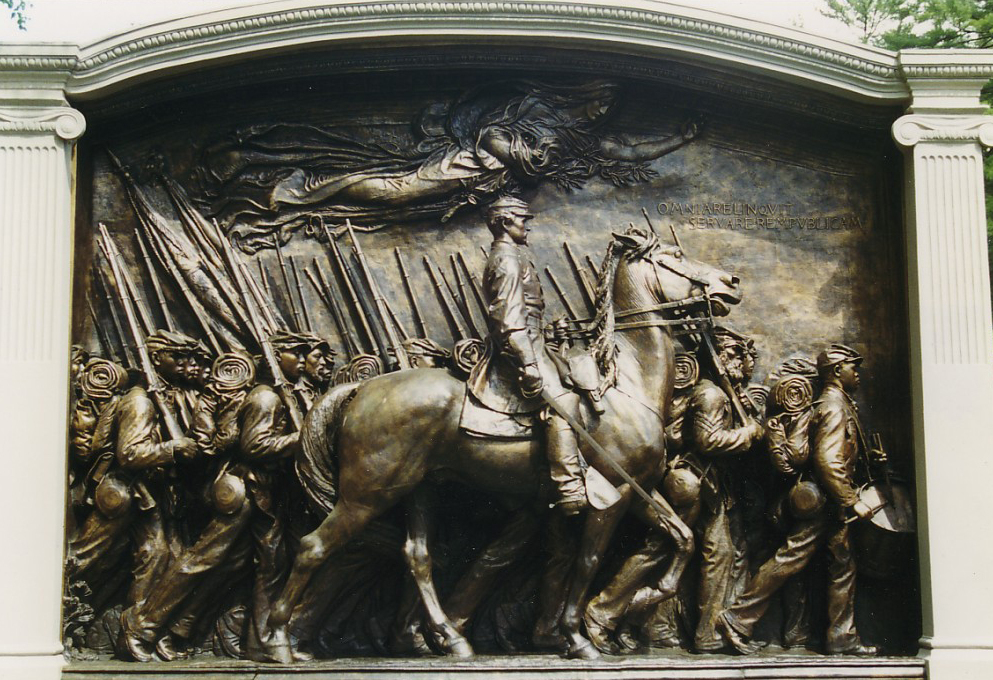
Бронзовый мемориал Шоу и 54 полку, скульптор Augustus Saint-Gaudens.

Роберт Гулд Шоу англ. Robert Gould Shaw (10 октября 1837 — 18 июля 1863) — полковник армии Союза во время Гражданской войны в США. Родившись в семье аболиционистов, он принял командование первым чернокожим полком (54-й Массачусетский).
Шоу погиб во втором сражении за форт Вагнер, возле Чарльстона в Южной Каролине. Он привел своих людей к одному из последних фортов сил Конфедерации. Хотя его атака была отбита, руководство Шоу стало легендарным и вдохновило десятки тысяч афроамериканцев внести свой вклад для окончания гражданской войны.

## Ранние годы
Шоу родился в Бостоне в семье Фрэнсиса Джорджа и Сары Блейк. Его родители были представителями интеллигенции и известными филантропами. Семье досталось большое наследство от деда Шоу, его тезки Роберта Гулда Шоу (1775—1853). У Шоу было четыре сестры: Анна, Жозефина, Сюзанна и Эллен.
Когда Шоу было пять лет, семья переехала в поместье Уэст-Роксбери, недалеко от Брук-Фарм. В подростковом возрасте он несколько лет путешествовал и учился в Европе. В 1847 году семья переехала на Стейтен-Айленд, Нью-Йорк. Учёбу в старших классах начал в Сент-Джонсе в 1850 году.
В 1851 году от туберкулёза умер его дядя Шоу. Живя в отдалении от своей семьи Роберт часто писал своей матери о том как он тоскует по дому и привыкает к новому окружению. В Сент-Джонсе он изучал латынь, греческий, французский и испанский языки, практиковался в игре на скрипке. В том же 1851 году он покинул Сент-Джонс и вместе с семьёй отправился в тур по Европе. Учёбу он продолжил в школе Невшталя в Швейцарии, там он пробыл два года. Позже перешёл в школу в Ганновере, Германия.
В США Шоу вернулся в 1856 году. До 1859 году посещал Гарвардский университет. Бросив учёбу он вернулся на Стейтен-Айлен, где начал работать в фирме Henry P. Sturgis and Company.

## Гражданская война
В начале гражданской войны Шоу присоединился к 7 Нью-Йоркскому милицейскому ополчению в ранге рядового. 19 апреля 1861 года его подразделение было направлено на защиту Вашингтона, округ Колумбия. 28 мая 1861 года Шоу был официально назначен вторым лейтенантом роты «Н» во 2-й Массачусетский пехотный полк, в составе которого он сражался в первом сражении при Винчестере. 8 июля Шоу получил звание первого лейтенанта и участвовал в сражении у Кедровой горы. 10 августа он получил звание капитана и принял участие в сражении при Энтитеме, где был ранен в шею.

## В кинематографе
На основе биографии Шоу в 1989 году был снят фильм «Слава», который получил три «Оскара» и ряд других наград. В картине широко цитируются письма Шоу, которые тот писал родным с войны.